# Carneades vittata
Carneades vittata är en skalbaggsart som beskrevs av Charles Joseph Gahan 1889. Carneades vittata ingår i släktet Carneades och familjen långhorningar. Inga underarter finns listade.